# أزيموت
أزيموت (بالإيطالية: Azimut)‏ هي شركة تصنيع يخوت إيطالية متمركزة في أفيليانا في مقاطعة تورينو. تأسست في عام 1969 من قبل باولو فيتيلي. بدأت الشركة مع إيجار قوارب الإبحار وتطورت لاحقاً إلى صناعة اليخوت الفاخرة الكبيرة. تمتلك الشركة حالياً بينيتي وهي شركة أخرى متخصصة بالسفن الفاخرة.